# Atraphaxiola bogutensis
Atraphaxiola bogutensis är en tvåvingeart som beskrevs av Fedotova 1986. Atraphaxiola bogutensis ingår i släktet Atraphaxiola och familjen gallmyggor.
Artens utbredningsområde är Kazakstan. Inga underarter finns listade i Catalogue of Life.